# Aenictus binghami
Aenictus binghami (лат.) — вид муравьёв-кочевников, принадлежащий к роду Aenictus.

## Распространение
Юго-восточная Азия: Индия, Бангладеш, Вьетнам, Лаос, Мьянма, Таиланд, Китай.

## Описание
Длина рабочих около 5 мм. Основная окраска красновато-коричневая (ноги и усики светлее). Голова, стебелёк (петиоль и постпетиоль) и брюшко блестящие; грудь (пронотум, мезонотум и проподеум) полностью мелко скульптированная и матовая. Тело покрыто длинными отстоящими волосками. Длина головы рабочих (HL) 0,98—1,03 мм; ширина головы (HW) — 0,90—0,95 мм; длина скапуса усика (SL) — 0,93—0,95 мм; индекс скапуса (SI) — 100—105. Усики 10-члениковые, скапус длинный, достигает задний край головы. Жвалы субтреугольные. Передний край клипеуса выпуклый, с несколькими зубчиками. Стебелёк между грудкой и брюшком у рабочих состоит из двух члеников, а у самок и самцов — из одного (петиоль). Нижнечелюстные щупики самок и рабочих 2-члениковые, нижнегубные щупики состоят из 2 сегментов (формула 2,2; у самцов 2,1). Проподеальное дыхальце расположено в верхней боковой части заднегруди. Голени с двумя шпорами. Жало развито.
Вид был впервые описан в 1900 году швейцарским мирмекологом Огюстом Форелем под первоначальным названием Aenictus binghaniri Forel, 1900, затем название было исправлено на современное, а его валидный статус подтверждён в ходе родовой ревизии, проведённой в 2011 году таиландским мирмекологом Вияватом Джайтронгом (Dr. Weeyawat Jaitrong) и японским энтомологом С. Яманэ (Dr. Yamane S.) по материалу рабочих особей из Борнео. Включён в состав видовой группы Aenictus laeviceps species group, где близок к виду Aenictus siamensis, отличаясь более крупными размерами, формой стебелька и почти полностью скульптированной матовой грудью.
Муравьи-кочевники, которые не строят муравейников, а постоянно перемещаются от одного временного гнезда (бивуака) к другому (номадизм). При этом они переносят с собой всех личинок, для кормления которых массово охотятся на всех встречающихся беспозвоночных животных (облигатная групповая фуражировка), имеют модифицированных дихтадииформных маток (dichthadiiform), размножаются почкованием колоний. 
Охотится на муравьёв таких родов как Anoplolepis, Camponotus, Cerapachys, Leptogenys, Polyrhachis.